# Spoorlijn Neumünster - Heide
De spoorlijn Neumünster - Heide is een Duitse spoorlijn als spoorlijn 1042 onder beheer van DB Netze.

## Geschiedenis
Het traject werd door de Westholsteinische Eisenbahn-Gesellschaft op 22 augustus 1877 geopend. Op 1 juli 1890 werd de Westholsteinische Eisenbahn-Gesellschaft overgenomen door de Preußische Staatseisenbahnen. In 1892 werd de gecombineerde brug voor weg en railvervoer in de in aanleg zijnde Noord-Oostzeekanaal gebouwd.

## Treindiensten
De Deutsche Bahn verzorgde tot 1993 het personenvervoer op dit traject met RB met treinen van het type 698. De AKN Eisenbahn (AKN) verzorgde tussen 2000 en 2003 het personenvervoer op dit traject met RB treinen. De Schleswig-Holstein-Bahn (SHB), een dochter van AKN Eisenbahn (AKN) verzorgde tussen  2003 en 2011 het personenvervoer op dit traject met RB met treinen van het type Coradia LINT 41.
De treindienst is per 11 december 2011 overgenomen door Nordbahn.
| Serie | Treinsoort              | Route                                                           | Bijzonderheden |
| ----- | ----------------------- | --------------------------------------------------------------- | -------------- |
| RB 63 | Regionalbahn (Nordbahn) | Neumünster – Hohenwestedt – Nordhastedt – Heide (Holst) – Büsum |                |

## Aansluitingen
In de volgende plaatsen is of was er een aansluiting op de volgende spoorlijnen:
Neumünster
DB 1041, spoorlijn tussen Neumünster en Ascheberg
DB 1042, spoorlijn tussen Neumünster en Flensburg
DB 1043, spoorlijn tussen Neumünster en Bad Oldesloe
DB 1220, spoorlijn tussen Hamburg-Altona en Kiel
Heide
DB 1206, spoorlijn tussen Heide en Büsum
DB 1210, spoorlijn tussen Elmshorn en Westerland

## Foto's

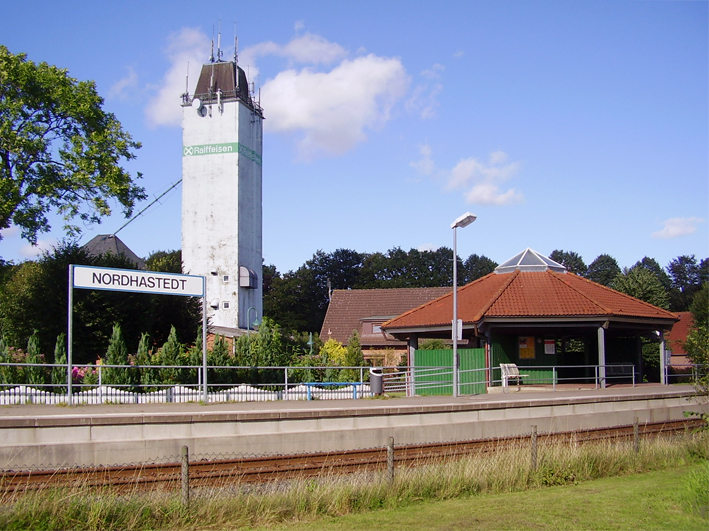
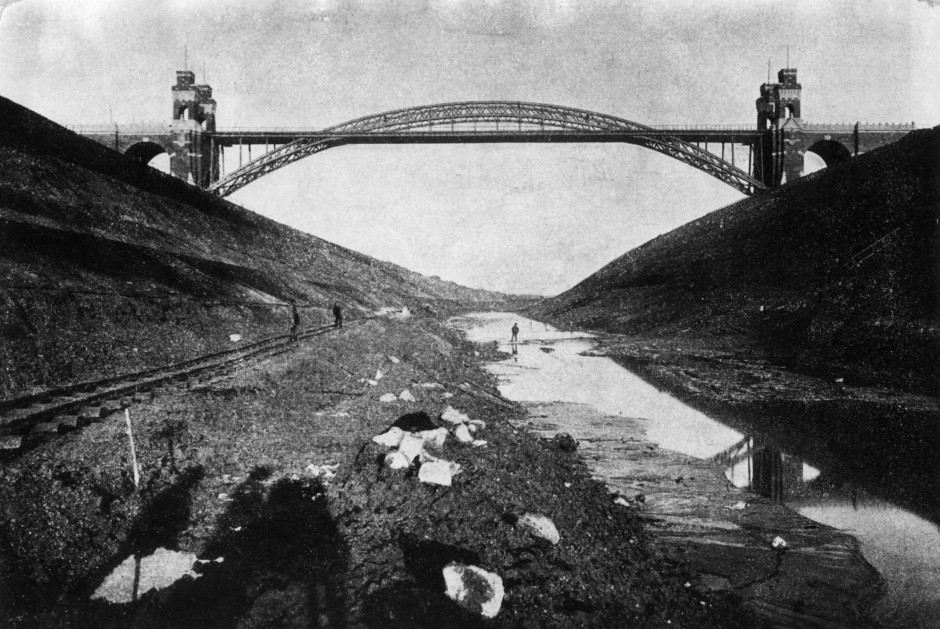